# Monte Sereno
Monte Sereno és una població dels Estats Units a l'estat de Califòrnia. Segons el cens del 2000 tenia 3.483 habitants.

## Demografia
Segons el cens del 2000, Monte Sereno tenia 3.483 habitants, 1.211 habitatges, i 1.024 famílies. La densitat de població era de 835,3 habitants/km².
Dels 1.211 habitatges en un 39,1% hi vivien nens de menys de 18 anys, en un 78% hi vivien parelles casades, en un 4% dones solteres, i en un 15,4% no eren unitats familiars. En el 12,6% dels habitatges hi vivien persones soles el 5,9% de les quals corresponia a persones de 65 anys o més que vivien soles. El nombre mitjà de persones vivint en cada habitatge era de 2,88 i el nombre mitjà de persones que vivien en cada família era de 3,13.
Per edats la població es repartia de la següent manera: un 27,8% tenia menys de 18 anys, un 3,7% entre 18 i 24, un 21,8% entre 25 i 44, un 32,2% de 45 a 60 i un 14,5% 65 anys o més.
L'edat mediana era de 43 anys. Per cada 100 dones de 18 o més anys hi havia 96,6 homes.
Entorn del 3,1% de les famílies i el 4,2% de la població estaven per davall del llindar de pobresa.

## Poblacions properes
El següent diagrama mostra les poblacions més properes.